# 唱支山歌给党听
《唱支山歌给党听》，為中華人民共和國於1963年学雷锋活动中产生的红色歌曲，是曲作者朱践耳将雷锋抄录在日记中的一首诗谱曲而成的。
原诗为陕西铜川矿务局焦坪煤矿技术员姚筱舟创作，1958年6月26日在陕西的一份小报上发表，署名为姚的笔名“蕉萍”，1962年被春风文艺出版社编入诗集《新民歌三百首》一书。后来雷锋从报上看到该诗并摘记到了自己的日记中，但他并非完全按照原文抄录，而是仅抄录了前两段，且对一些词句进行了改动。曲作者在《雷锋日记》中读到雷锋摘抄的诗句后，为其谱曲形成了歌曲《唱支山歌给党听》，由藏族歌手才旦卓玛演唱后该曲一举成名。

## 创作
歌曲《唱支山歌给党听》诞生于1963年的学雷锋活动之中，而其歌词却可以追溯到更早的1958年。
生于1933年的姚筱舟是江西铅山石塘镇人，因父亲早逝，一直由在国民党任军联部少将的亲叔叔接济，1949年初因叔叔和哥哥全部转赴台湾、自己孤身一人而易名“筱舟”，1949年6月报考中国人民解放军第二野战军军政大学第五分校，军校毕业后被分到二野十七军五十一师政治部，1951年赴朝参战，被编入中国人民志愿军铁道兵第三师直属卫生连，任文化干事，1954年从朝鲜战场复员后进入陕西铜川矿务局工作，1956年成为焦坪煤矿的一名技术员，1957年曾因瓦斯爆炸（尽管当时因病在家休假）而被撤销技术员职务，受到下矿采煤的处分，开始与矿工朝夕相处（当时大部分矿工曾于中华人民共和国成立前在私人小煤窑中采过煤），在矿友关怀下逐渐走出下放后的悲观情绪，经常替识字不多的矿工书写家信。他在1958年上半年创作了三首诗，其中一首就是《唱支山歌给党听》，该诗共有四段十八行。当时他的署名为“蕉萍”，这个笔名源自矿区名“焦平”。诗中“我把党来比母亲”一句的灵感来自矿工的顺口溜“党是咱的妈，矿是咱的家，咱听妈的话，建设好咱的家”。该诗最早于1958年6月26日发表在陕西省民歌整理小组编印的小报《总路线诗传单》第八期之上，春风文艺出版社于1962年将其编入诗集《新民歌三百首》。
雷锋于1962年8月15日因公殉职，次年3月5日毛泽东为其题词“向雷锋同志学习”，中国全国掀起了学习雷锋的热潮。由于这首诗的前两段被雷锋抄录到了日记中，因而随《雷锋日记》而广泛传播。雷锋抄录时对诗句进行了修改，将“母亲只能生我身”改为“母亲只生我的身”，将“党号召我们闹革命”改为“共产党号召我闹革命”。
1963年，朱践耳将这首诗谱写成女声独唱歌曲，以《雷锋的歌——摘自〈雷锋日记〉》为题发表于1963年2月21日的《文汇报》，并由上海歌舞剧院歌手任桂珍首唱。同年，就读于上海音乐学院的藏族女歌手才旦卓瑪偶然听到这首歌后，认为其表达了翻身农奴的心声，遂向导师王品素请求演唱这首歌，王品素起初有所担心，但在才旦卓玛的一再坚持下才开始一字一句讲解歌词，甚至直接请朱践耳为她指点，从此《唱支山歌给党听》成为才旦卓玛的代表作。1963年秋，意外得知原作者线索的朱践耳致信铜川市，试图向焦坪煤矿党委了解原委，时任焦坪煤矿党委书记赵炳儒为此召开支部大会询问查找“蕉萍”，却无人应答，次日才得知姚筱舟用过“蕉萍”这一笔名，姚筱舟被赵炳儒要求解释原委时最初不敢承认，但在得知是朱践耳在寻找原作者后才予以承认，遂向朱践耳回信说明创作过程。1964年，《唱支山歌给党听》开始标注词作者的真实姓名。
1997年5月9日，姚筱舟、朱践耳、才旦卓玛在“上海之春”第十七届音乐会开幕式上首次相见。